# Дееса-де-Монтехо
Дееса-де-Монтехо (ісп. Dehesa de Montejo) — муніципалітет в Іспанії, у складі автономної спільноти Кастилія-і-Леон, у провінції Паленсія. Населення — 157 осіб (2010).
Муніципалітет розташований на відстані близько 280 км на північ від Мадрида, 90 км на північ від Паленсії.
На території муніципалітету розташовані такі населені пункти: (дані про населення за 2010 рік)
- Кольменарес-де-Охеда: 28 осіб
- Дееса-де-Монтехо: 47 осіб
- Ла-Естасьйон: 45 осіб
- Вадо: 37 осіб

## Демографія
Динаміка населення (INE ):